# كعكة الخمل الأحمر

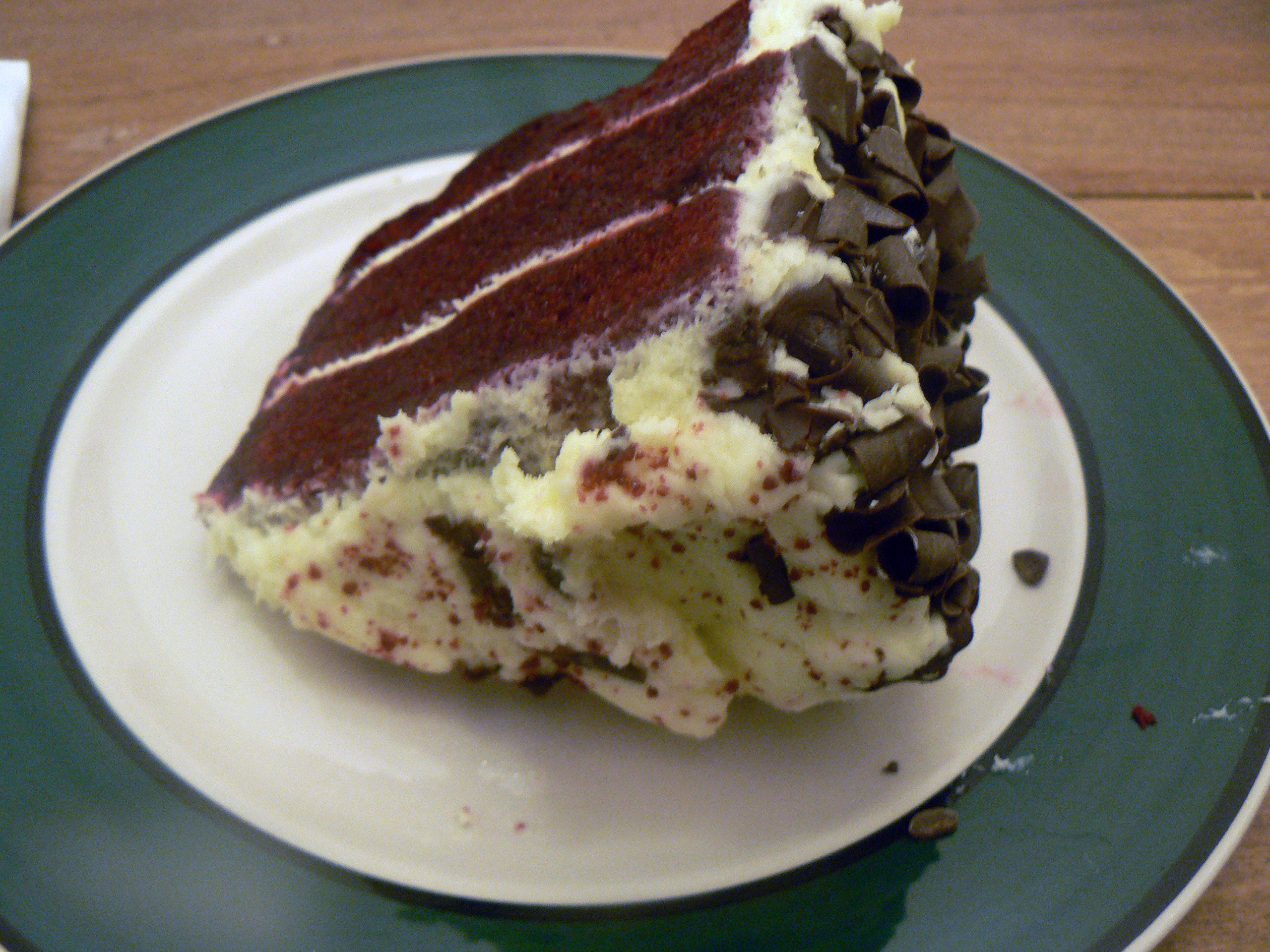
قطعة من الكعكة الخَمل الأحمر بثلاثة طبقات.

كعكة الخَمْل الأحمر(ملاحظة 1) (بالإنجليزية: red velvet cake)‏ هي إحدى أنواع الكعك، تتميز باللون الأحمر الغامق، القاني أو الأحمر المائل إلى البني. تُعدُّ هذه الكعكة عادة على شكل طبقات مغطاة بطبقة قشدة السكر والونيلية أو كما هو رائج تكون مغطاة بطبقة قشدة الجبن. يأتي اللون الأحمر بشكل أساسي من تفاعل مسحوق الكاكاو مع المكونات الحمضية في الوصفة مثل مخيض اللبن؛ وفي أغلب الأحيان يُستخدم ملون الغذائي أحمر.
يستخدم في تحضير هذه الكعكة مخيض اللبن، الزبدة، الطحين، الكاكاو والشمندر أو ملون غذائي أحمر اللون. يختلف كم الكاكاو مستخدمة حسب الوصفة المتبعة. تستخدم عادة قشدة الجبن الخاصة بتغطية الكعك لتغطية كعكة الخمل الأحمر، أو قشدة الزبدة التقليدية.

## تاريخ الوصفة
يوجد في مرجع فن الطبخ الأميركي لجيمس بيرد، العائد لعام 1972، ثلاثة وصفات لكعكة الخَمْل الأحمر تختلف في استخدام الزبدة ودهن الطبخ. جميع هذه الوصفات تستخدم الملون الغذائي الأحمر، لكن تفاعل الخل الحمضي مع مخيض اللبن يؤدي إلى إظهار لون مادة الأنثوسيانين في الكاكاو بشكل أكبر. وقبل أن يستخدم الكاكاو الهولندي المصنع بشكل واسع، كان اللون الأحمر أكثر ظهوراً. من المحتمل أن يكون هذا التلون الطبيعي هو مصدر التسمية «الخَمْل الأحمر» كما هو الحال في تسمية كعكة «طعام الشيطان» وغيرها من كعكات الشوكولا.

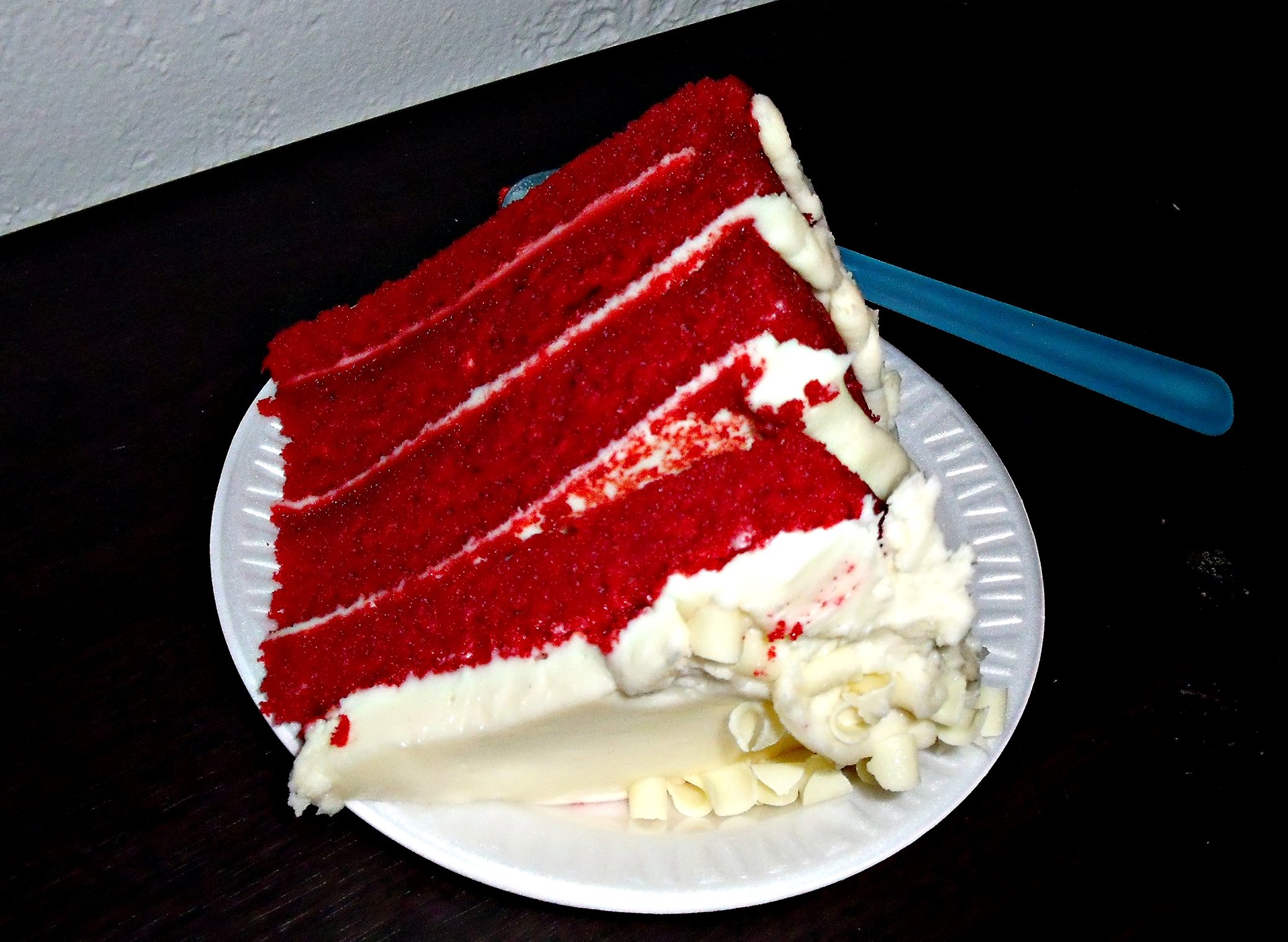
قطعة من كعكة الخَمْل الأحمر بأربع طبقات.

عندما جرى الطعام خلال الحرب العالمية الثانية استخدم الطباخون الشمندر المغلي لتحسين لون الكعك. ويمكن ملاحظة وجود البنجر المبروش في بعض وصفات هذه الكعكة، حيث يساهم في احتفاظ الكعكة بنعومتها.
أما في كندا فكانت كعكة الخَمْل الأحمر مشهورة في المطاعم والمخابز العائدة لمتاجر ايتون في الأربعينيات والخمسينيات من القرن العشرين. كانت تسوق في ذلك الحين على أنها وصفة حصرية خاصة بمتاجر ايتون، حيث يقسم الموظفين العارفين بمكوناتها وطريقة تصنيعها على السرية والكتمان. الكثير من الناس كانوا يظنون خطأً أن الكعكة من ابتكار سيدة متاجر ايتون الليدي ايتون.
يعود أحد أسباب عودة الشعبية لهذه الكعكة بشكل جزئي إلى فيلم عام 1989 ستيل ماغنوليا حيث كانت كعكة العريس (إحدى العادات في الجنوب الأمريكي) كعكةَ خمل أحمر مصنوعة على شكل حيوان المدرع. أصبحت كعكة الخَمْل الأحمر متزايدة الشعبية في السنوات الحالية وموجودة بكثرة في متاجر الكعك المُكوَّب.

## هوامش
- ملاحظة 1 وتُسمَّى كعكة المُخْمَل الأحمر أو القطيفية الحمراء